# Districte de Daşkəsən
Daşkəsən (àzeri: Daşkəsən) és un districte de l'Azerbaidjan situat a l'oest del país, amb el centre administratiu a la ciutat de Daşkəsən. El 2020 tenia 35.400 habitants.